# Kommunalvalget i Frederiksberg Kommune 2021
Kommunalvalget i Frederiksberg Kommune 2021 afholdes som del af Kommunal- og regionsrådsvalg 2021 tirsdag d. 16. november 2021. Der skal vælges 25 medlemmer af kommunalbestyrelsen, og der kræves 13 mandater for at danne et flertal. Den siddende konservative borgmester, Simon Aggesen overtog i 2019 posten fra den tidligere borgmester Jørgen Glenthøj.
Det Konservative Folkeparti har siden 1909 siddet på borgmesterposten på Frederiksberg, men ved kommunalvalget 2017 var den borgerlige blok få hundrede stemmer fra at miste flertallet, hvilket ifølge politiske kommentatorer blandt andet skyldes en ændret befolkningssammensætning, hvor mange tilflyttere til kommunen stemmer rødt både til folketingsvalg og til lokale valg. Desuden trak Radikale Venstre forud for kommunalvalget 2017 den ellers traditionelle støtte til de borgerlige. Derudover har den ny borgmester haft en skandalesag, idet Ekstra Bladet i september 2020 belyste, at Aggesen og hans kone havde købt en luksuslejlighed på Frederiksberg Allé af det Danske Bibelselskab uden for udbud og under markedspris, samt fundet en lejlighed til den tidligere lejer, Marcel de Sade, for at få ham til at flytte fra hans uopsigelige lejemål. Derefter havde Aggesen sat lejligheden i stand og delt den op i to, hvorefter han ad to omgange havde solgt begge lejlighederne med en fortjeneste på over 11 millioner. Aggesen forsvarede sig med, at han havde været "heldig".
Kommentatorer spår, at borgmesterens skandalesag kan blive det sidste afgørende stød, der giver de røde partier flertallet og dermed får borgmesterposten til at skifte.
I alt stiller 148 kandidater op til valget, fordelt på 18 partier.

## Valgte medlemmer af kommunalbestyrelsen
| Mandatnr. | Navn                          | Parti                       |
| --------- | ----------------------------- | --------------------------- |
| 1         | Mette Bang Larsen             | Enhedslisten                |
| 2         | Simon Aggesen                 | Det Konservative Folkeparti |
| 3         | Michael Vindfeldt             | Socialdemokratiet           |
| 4         | Laura Lindahl                 | Det Konservative Folkeparti |
| 5         | Lone Loklindt                 | Radikale Venstre            |
| 6         | Brian Holm                    | Det Konservative Folkeparti |
| 7         | Pelle Dragsted                | Enhedslisten                |
| 8         | Nikolaj Bøgh                  | Det Konservative Folkeparti |
| 9         | Sine Heltberg                 | Socialdemokratiet           |
| 10        | Bent Isager-Nielsen           | Det Konservative Folkeparti |
| 11        | Daniel Panduro                | Enhedslisten                |
| 12        | Alexandra Dessoy              | Det Konservative Folkeparti |
| 13        | Malte Mathies Løcke           | Socialdemokratiet           |
| 14        | Jan E. Jørgensen              | Venstre                     |
| 15        | Lotte Kofoed                  | Socialistisk Folkeparti     |
| 16        | Anders Storgaard              | Det Konservative Folkeparti |
| 17        | Freja Fokdal                  | Radikale Venstre            |
| 18        | Trine Labuhn                  | Det Konservative Folkeparti |
| 19        | Anja Lundtoft                 | Enhedslisten                |
| 20        | Merete Winther Hildebrandt    | Det Konservative Folkeparti |
| 21        | Gunvor Wibroe                 | Socialdemokratiet           |
| 22        | Michael Wagner Molin Brautsch | Det Konservative Folkeparti |
| 23        | Sabrina Louise Christiansen   | Enhedslisten                |
| 24        | Helle Sjelle                  | Det Konservative Folkeparti |
| 25        | Christina Sylvest-Noer        | Socialdemokratiet           |
| 26        | Fasael Rehman                 | Det Konservative Folkeparti |
| 27        | Ruben Kidde                   | Radikale Venstre            |
| 28        | Malene Sandfeld               | Det Konservative Folkeparti |
| 29        | Rasmus Holme Nielsen          | Enhedslisten                |